# Striptiz

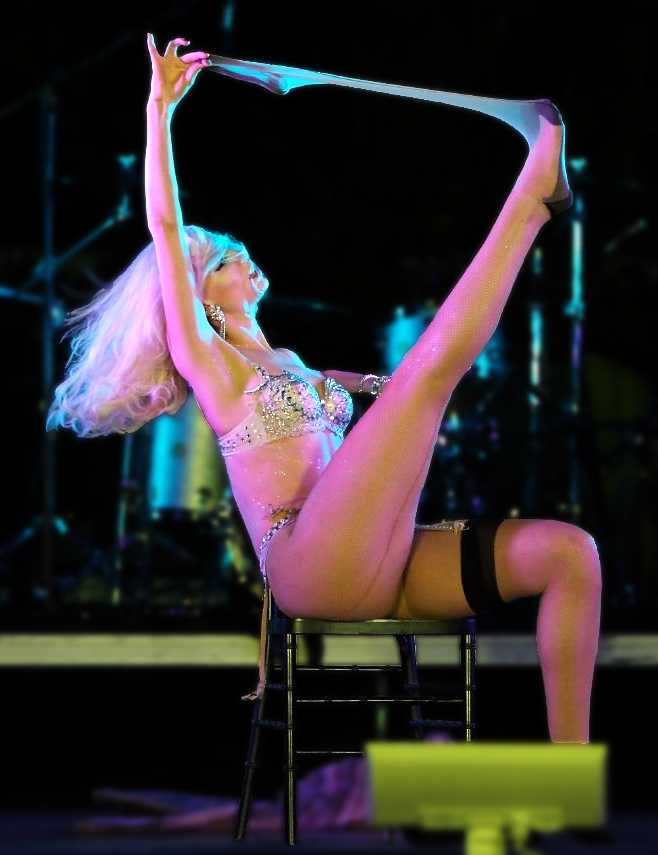
Pokaz striptizerki

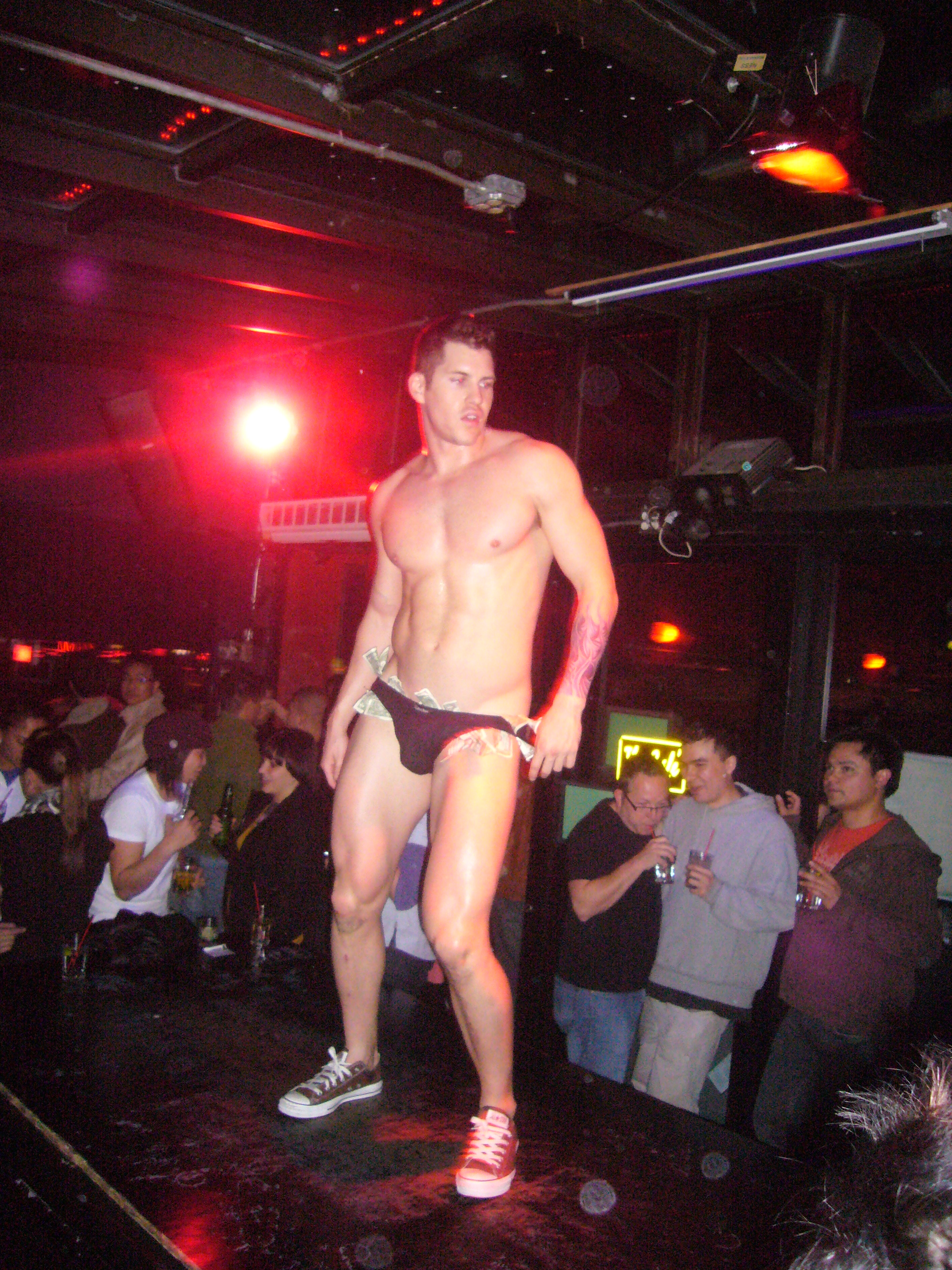
Pokaz striptizera

Striptiz (ang. striptease) – występ taneczny w kabarecie, częściej w rewii lub lokalu rozrywkowym, podczas którego tancerka lub tancerz w rytm muzyki rozbierają się aż do nagości. Zazwyczaj jest to rodzaj pokazu erotycznego mającego na celu wywołanie podniecenia seksualnego. Striptiz jest związany z pornografią i stanowi formę jej rozpowszechniania. Charakterystyczną cechą striptizu jest stopniowanie napięcia poprzez wolniejsze zdejmowanie elementów odzieży w tych momentach, kiedy widownia oczekuje dalszego obnażania się.
Współcześnie pokazy striptizu stanowią element wieczornego lub nocnego programu rozrywkowego w niektórych lokalach gastronomicznych. Typem lokalu rozrywkowego, w którym striptiz stanowi podstawę funkcjonowania, jest klub go-go. Zazwyczaj tancerką jest kobieta, choć zdarzają się także – szczególnie w lokalach odwiedzanych głównie przez kobiety, bądź w ramach imprez przeznaczonych dla kobiet – pokazy męskich tancerzy (striptizerów). Striptiz często prezentują prostytutki w agencjach towarzyskich, by zachęcić do skorzystania z ich usług. Może być wykonywany podczas tańca na rurze.

## Historia
Striptiz pojawił się na przełomie XIX i XX wieku jako element występów w teatrach burleski. Pierwszy pokaz striptizu odbył się w 1893 roku na balu w „Moulin Rouge” w Paryżu, gdzie modelka pracująca dla malarzy i innych artystów rozebrała się przed studentami, za co została ukarana grzywną. Miało to spowodować rozruchy w paryskiej Dzielnicy Łacińskiej stłumione dopiero przez wojsko.

## Striptiz w Polsce i w Europie
W Polsce lokali ze striptizem (nawet w dużych miastach) jest stosunkowo niewiele. W Europie lokali tego typu najwięcej jest w Paryżu i Pradze.